# 许多鸣
许多鸣（英語：Andrew Toming Hsu）是美国教育家，南卡罗莱纳州查爾斯頓學院第23任校长。于2019年5月17日开始担任查爾斯頓學院校长职务， 成为查爾斯頓學院250年历史上第一位少数族裔校长。 

## 教育
许出生于中国北京， 曾就读北京清华大学，分别于1982年和1986年获得美国佐治亚理工学院航空航天工程硕士和博士学位。 

## 职业
许曾先后在美国斯维尔德鲁普公司和罗尔斯·罗伊斯控股有限公司工作，后于1997年加入迈阿密大学担任航空航天工程副教授和项目主任。 许是印第安纳大学与普渡大学印第安纳波利斯联合校区的 Richard G. Lugar 可再生能源中心的创始主任（2007-2010 年）。他曾担任圣何塞州立大学工程学院院长 (2013-1016) 和托莱多大学教务长兼学术事务执行副校长 (2016-2019) ，于2019年成为查爾斯頓學院第23任校长。